# Agoop
株式会社Agoop（アグープ）は、位置情報ビッグデータ事業を行う、ソフトバンクが100%出資するグループ会社である。事業内容は主に、位置情報を専門としたビッグデータの収集・解析・生成、位置情報を活用したスマートフォンアプリケーションの開発を実施している。社名は AnyGIS of Object-Oriented Planner のアクロニムである。

## 沿革
- 2009年（平成21年） - GIS関連事業をメインとしたソフトバンクの社内ベンチャー企業として設立
- 2009年（平成21年） - 「流動人口推計データ」の販売を開始
- 2010年（平成22年） - 初の位置情報アプリ「あぐらいふ」をリリース
- 2011年（平成23年） - スマートフォンの位置情報を活用したビッグデータ事業を開始
- 2012年（平成24年） - ビッグデータをソフトバンクモバイルのネットワーク改善解析に活用
- 2013年（平成25年） - 東京都港区東新橋に本社を移転
- 2013年（平成25年） - 柴山和久が代表取締役兼CEOに就任
- 2014年（平成26年） - スマートフォンの位置情報を活用した「流動人口データ」の提供を開始
- 2015年（平成27年） - ビッグデータをスプリントのネットワーク改善解析に活用
- 2017年（平成29年） - プライバシーマーク取得
- 2017年（平成29年） - 流動人口データのダッシュボード「Kompreno」をリリース
- 2018年（平成30年） - 東京都渋谷区神宮前に本社を移転

## 流動人口データ
Agoopの流動人口データは、スマートフォンアプリケーションのユーザー（マルチキャリア）のうちパーミッションを得たユーザーからGPS位置情報を国内外で取得、独自の技術で解析し、「ポイント型流動人口データ」と「メッシュ型流動人口データ」の2種類を生成して、商圏分析等のエリアマーケティング、観光政策や防災対策など、様々な分野で活用できるデータとして販売している。
- ポイント型流動人口データ
  - 発着点や経路、交通手段、滞留時間などの人の動きや流れを把握
  - 緯度経度、時間、速度、方向から人の動きを細やかに把握
- メッシュ型流動人口データ
  - アプリケーションユーザーを日本総人口規模に換算した推計値データ
  - 月別・時間帯別の人口ポテンシャルを把握
  - 1km、500m、100m、50mメッシュの細やかなメッシュ粒度を実現

## 新型コロナウイルス拡散における人流変化の解析
位置情報を活用したビッグデータ事業を手掛けてきた同社は、新型コロナウイルスが日本で拡大し、政府から7都府県に緊急事態宣言が発令された2020年4月7日から、全国49か所の主要駅や観光地などでの人流を解析した「新型コロナウイルス拡散における人流変化の解析」をウェブサイト上で公開。各報道機関などが人出の数を報道する際の情報源として利用している。